# Latomia
Nell'antichità greco-romana, la latomia (pronuncia latomìa o, alla latina, latòmia) era una cava di pietra o di marmo usata per incarcerare schiavi, prigionieri di guerra o delinquenti in genere. Il termine deriva dal latino lātomĭae che a sua volta deriva dal greco latomíai  composto da lâs, pietra, e tomíai da témnein, tagliare e oggi, per estensione, può significare "carcere", specialmente se sotterraneo e tenebroso.

## Storia

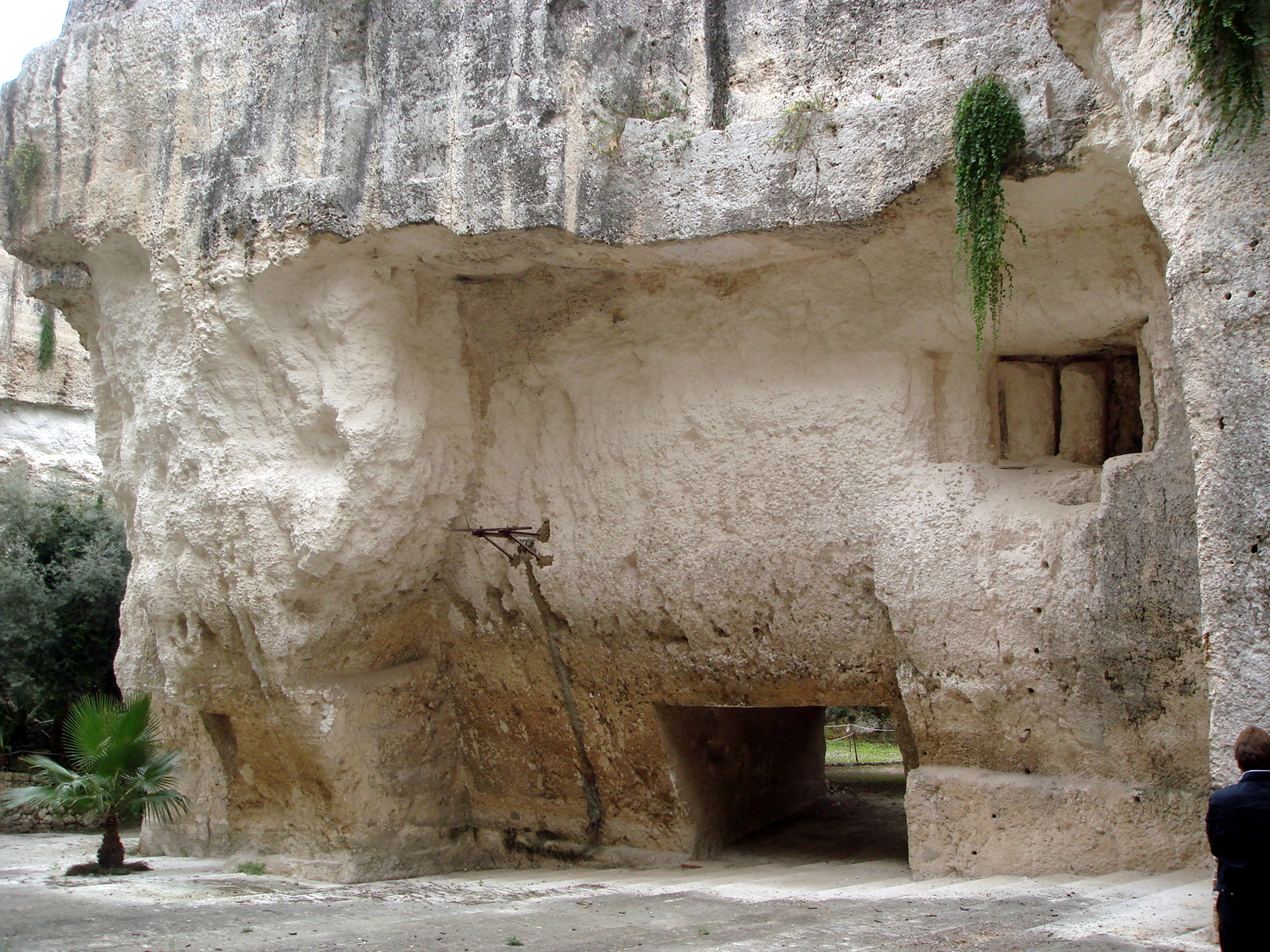
Uno scorcio della latomia dei Cappuccini a Siracusa

Le più note latomie sono quelle di Siracusa, usate sia come cave di pietra che come carceri antiche. Infatti, a seguito della spedizione ateniese in Sicilia e quindi di una dura battaglia tra Atene e Siracusa, le latomie divennero il luogo in cui furono incarcerati i soldati ateniesi sconfitti. Fredde d'inverno e torride d'estate, essere imprigionati nelle latomie equivaleva a una condanna a morte: essi furono lasciati morire di fame e di stenti, senza alcuna possibilità di fuga.
Furono probabilmente scavate già dal V secolo a.C., anche se non si hanno informazioni certe, e utilizzate sino all'epoca romana. Sicuramente furono utilizzate per costruire il quartiere della Neapolis e successivamente le mura di fortificazione della città.
Cicerone nelle Verrine parla delle latomie:
Le latomie di Siracusa sono distribuite all'interno del comprensorio aretuseo, poiché in epoca greca vi era l'esigenza di materia prima quale la roccia calcarea, che serviva per la costruzione di templi e monumenti nonché per erigere le mura che difendevano la città. Ippolito di Roma nella Refutatio contra omnes haereses scrive che, per Senofane, "...a Siracusa, nelle latomie, si sono trovate impronte di pesci e di foche", suggerendo una prima osservazione scientifica sulle caratteristiche geologiche delle rocce calcaree della città.
Sono molte: alcune all'interno del parco della Neapolis, come quelle del "Paradiso", "Santa Venera" e "Intagliatella"; nei pressi della basilica di San Giovanni Battista quelle "Navantieri", "Broggi" e del "Casale"; infine, nei pressi del convento dei Cappuccini, l'omonima latomia. Se ne conosce un'altra, più piccola, nei pressi del castello Eurialo, chiamata "Bufalaro" (o "del Filosofo"). Inoltre esistono molte piccole latomie sparse ovunque in città, specie nei pressi delle mura dionigiane.

## Tecnica estrattiva

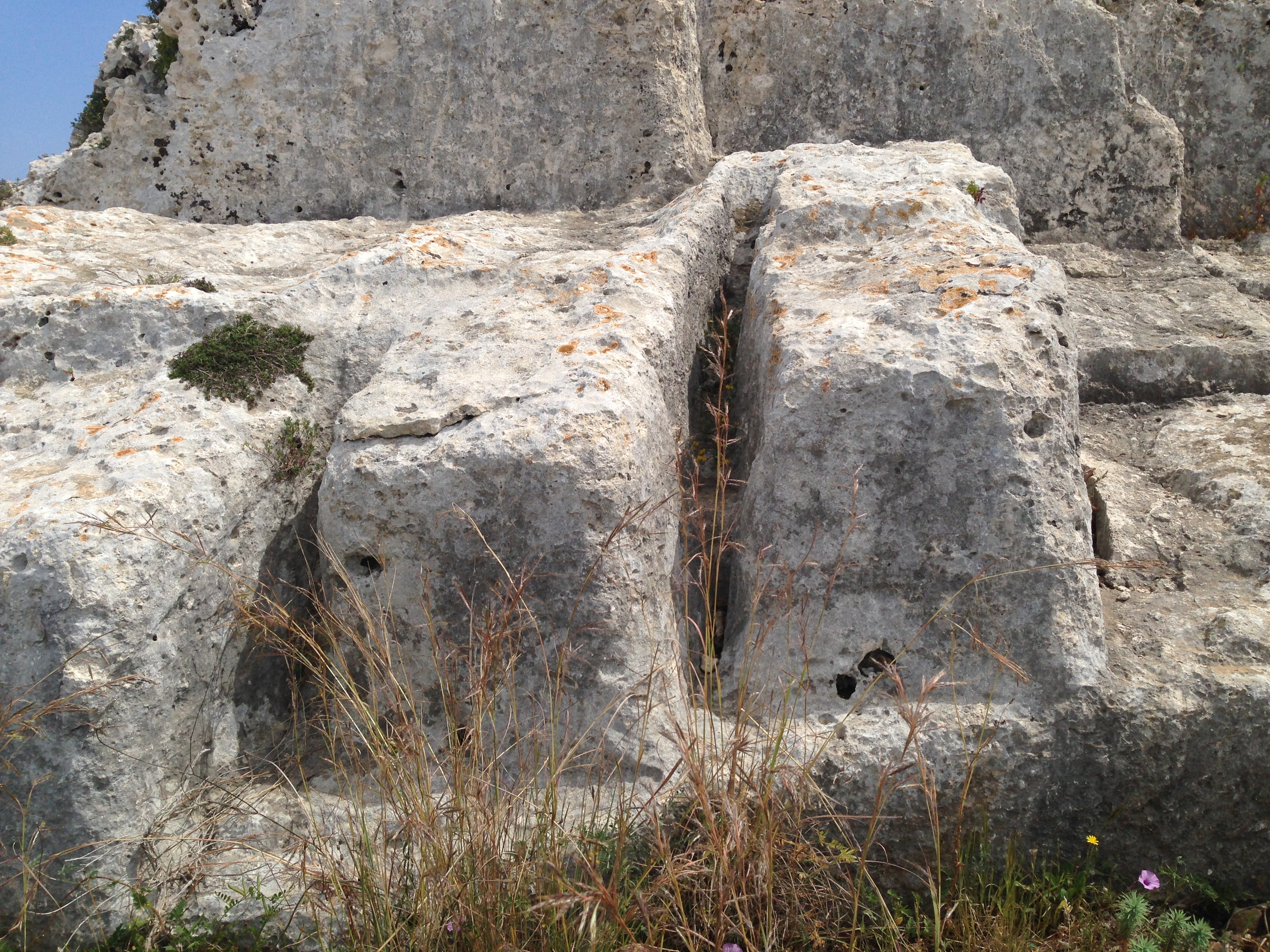
Pietre sbozzate prima dell'estrazione

I blocchi di pietra da costruzione estratti dalle molteplici latomie sparse a Siracusa e nei dintorni venivano estratti seguendo una tecnica consolidata. Essendo la roccia abbastanza resistente, venivano eseguiti dei buchi con trapani o scalpelli ai bordi della pietra da estrarre. A quel punto venivano inseriti dei pezzi di legno come dei cunei.

I cunei venivano poi bagnati e l'espansione del legno in più punti determinava la rottura della pietra e quindi l'estraibilità. Una volta estratta, la pietra grezza veniva lavorata dagli scalpellini per determinare la forma definitiva.

## Le latomie del siracusano
Siracusa conta moltissime latomie di varie dimensioni, da quelle dell'area archeologica sino alle molteplici sparse all'interno della città. Vi sono poi molte latomie minori "aperte", la maggior parte delle quali a ridosso delle mura dionigiane. Altre latomie sono riscontrabili nella zona del Plemmirio e persino all'interno di Vendicari, con probabile utilizzo da parte dei cittadini di Eloro.

### Elenco delle principali latomie
|                            | \| Latomia \| Ubicazione \| Immagine \| \| -------------------------- \| ------------------------------------------------- \| -------- \| \| Latomia del Paradiso \| Parco della Neapolis \| \| \| Latomia dell'Intagliatella \| Parco della Neapolis \| \| \| Latomia Carratore \| Quartiere Neapolis \| \| \| Latomia del Casale \| Quartiere Tiche \| \| \| Latomia del Romisa \| Quartiere Tiche \| \| \| Latomia Navanteri \| Quartiere Tiche (su viale Tica) \| \| \| Latomia dei Cappuccini \| Quartiere Acradina \| \| \| Grotta dei Cordari \| Parco della Neapolis \| \| \| Latomia di Santa Venera \| Parco della Neapolis \| \| \| Latomia del Filosofo \| Quartiere Epipoli \| \| \| Latomia della Pillirina \| Penisola Maddalena, pressi grotta della Pillirina \| \| \| Latomia di Vendicari \| Riserva di Vendicari \| \| \| Latomia di Akrai \| Akrai (Palazzolo Acreide) \| \| |          |
| Latomia                    | Ubicazione | Immagine |
| Latomia del Paradiso       | Parco della Neapolis |          |
| Latomia dell'Intagliatella | Parco della Neapolis |          |
| Latomia Carratore          | Quartiere Neapolis |          |
| Latomia del Casale         | Quartiere Tiche |          |
| Latomia del Romisa         | Quartiere Tiche |          |
| Latomia Navanteri          | Quartiere Tiche (su viale Tica) |          |
| Latomia dei Cappuccini     | Quartiere Acradina |          |
| Grotta dei Cordari         | Parco della Neapolis |          |
| Latomia di Santa Venera    | Parco della Neapolis |          |
| Latomia del Filosofo       | Quartiere Epipoli |          |
| Latomia della Pillirina    | Penisola Maddalena, pressi grotta della Pillirina |          |
| Latomia di Vendicari       | Riserva di Vendicari |          |
| Latomia di Akrai           | Akrai (Palazzolo Acreide) |          |

## Curiosità
- Salvatore Quasimodo, nella raccolta del 1936, Erato e Apollion ha inserito una poesia intitolata Latomie in cui ci si riferisce proprio a quelle siracusane e da cui emerge un binomio vita/morte in cui "si amano i morti"[3]. Lo stesso anche nella poesia Cavalli di luna e di vulcani[4].